# Choi Hyeonju
Pour les articles homonymes, voir Choi.
Dans ce nom coréen, le nom de famille, Choi, précède le nom personnel.
Choi Hyeonju (née le 6 août 1984 dans le Jeolla du Nord) est une archère sud-coréenne.

## Biographie
Choi Hyeonju remporte une médaille d'or par équipes aux Jeux olympiques d'été de 2012 à Londres.